# Manège enchanté (Swindon)
Pour les articles homonymes, voir Manège enchanté.
Le Manège enchanté ou Magic Roundabout (littéralement « le giratoire magique », en référence à la série Le Manège enchanté) est un carrefour giratoire situé à Swindon, au Royaume-Uni, non loin de County Ground (en), le stade du Swindon Town FC. 
Construit en 1972, il est constitué de cinq micro giratoires formant un cercle. Il a été élu quatrième carrefour le plus effrayant de Grande-Bretagne dans un sondage du Britannia Rescue.

## Histoire

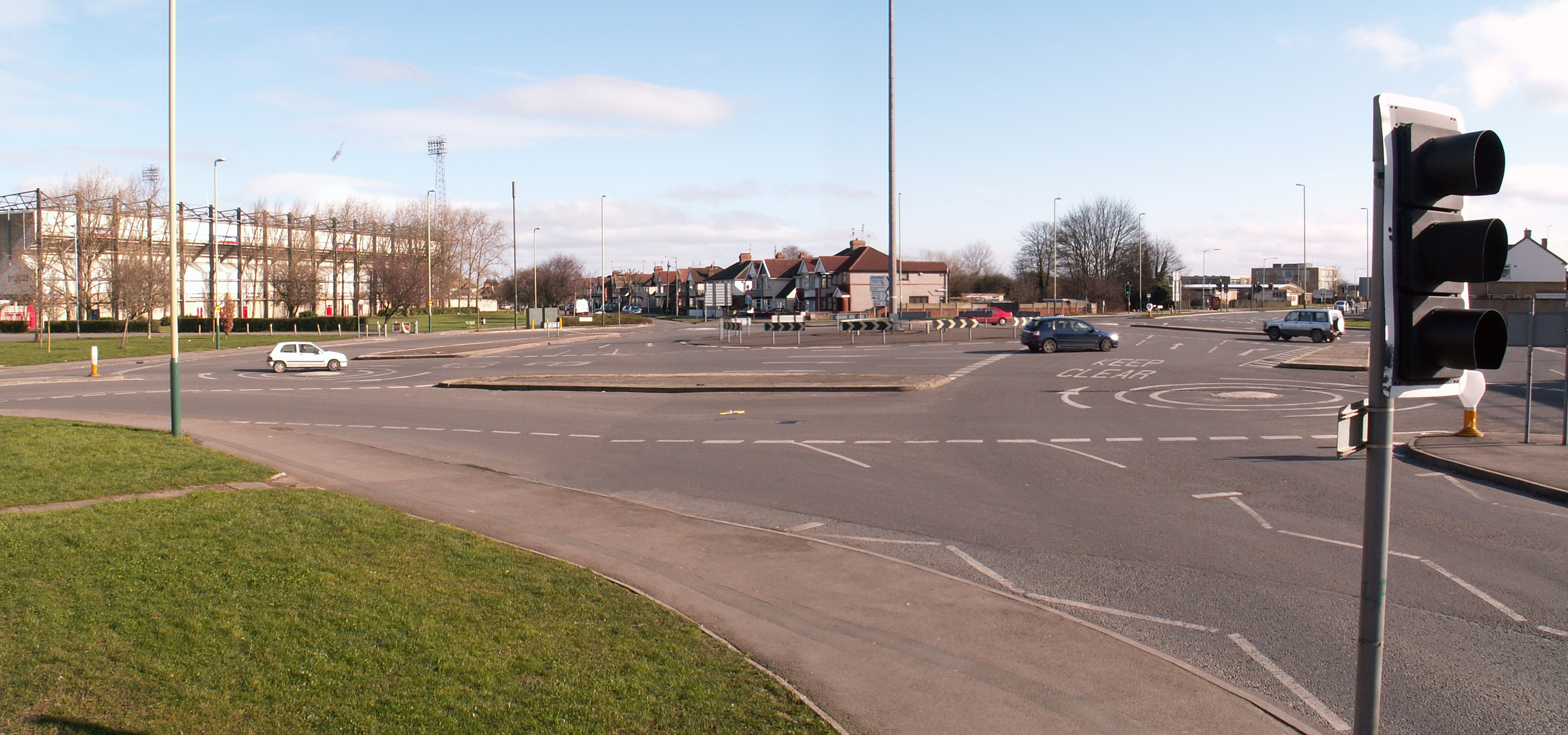
Le grand giratoire et deux petits giratoires.

Le carrefour a été construit sur des plans de Frank Blackmore, du Transport Research Laboratory, sous le contrôle de l'ingénieur des routes Jeff Maycock du Conseil de Swindon. Le trafic qui circule dans les cinq micro giratoires et dans la boucle extérieure tourne dans le sens horaire (celui par défaut en Angleterre), alors qu'il s'effectue dans le sens trigonométrique, c'est-à-dire continental, dans le petit giratoire intérieur.
Les conducteurs locaux ou habitués ont suffisamment d'expérience pour traverser le complexe, qui offre de multiples passages entre les différentes voies. La configuration globale n'a pratiquement pas changé depuis plus de 30 ans.
À son inauguration, les micro giratoires n'étaient pas marqués au sol de manière permanente, et pouvaient être reconfigurés tant que l'agencement n'était pas au point. Durant cette période, un policier était placé à chaque micro giratoire pour contrôler combien de conducteurs s'en sortaient avec cet arrangement particulier.
Le Magic Roundabout est construit au-dessus d'une ancienne section du canal de Wilts-et-Berks, au quai de Swinton. Un pont de pierre étroit construit vers 1810, monument classé de grade II, était emprunté par la voie saxonne connue sous le nom de Drove Road par-dessus le canal, à 800 mètres à l'est du centre-ville. Son site fut recouvert par le giratoire Drove, qui devint plus tard le Manège enchanté. Un quai occupait un bord de la zone appelée The Marsh. Le Wilts and Berks Canal Trust est actuellement en négociations avec le conseil de Swindon pour ratifier les plans de rénovation du nouveau Swindon afin de restaurer le canal dans le centre-ville. La restauration se servirait du nord du canal Wilts mais pas de la route principale West Vale sur laquelle le giratoire se trouve. Le nord du canal Wilts était un embranchement séparé qui permettait de quitter la ville par le nord à travers Moredon.
Le nom officiel du giratoire était auparavant County Islands, mais fut changé à la fin des années 1980 au profit du nom que lui donnaient le plus souvent les usagers. Il inspira la chanson English Roundabout, du groupe pop de Swindon XTC, qui fut présente sur leur album de 1982 English Settlement.

## Critiques et citations
En 2005, une étude d'une compagnie d'assurances britannique l'a élu pire carrefour de Grande-Bretagne. En septembre 2007, il apparaît dans la liste des pires carrefours du monde établie par un magazine automobile britannique. En décembre 2007, BBC News cita une étude incluant le manège enchanté dans « les dix carrefours les plus effrayants du Royaume-Uni ». Cependant, le giratoire fournit un débit de circulation plus élevé et une sécurité accrue.
Un calendrier est édité chaque année par la Roundabout Appreciation Society, présentant les meilleurs exemplaires de la ville[pas clair].